# Географија Бразила
Бразил је 5. по величини држава на свету. Налази се у Јужној Америци, и уједно је највећа држава на том континенту. Њу већином прекрива тропска шума, а на источној страни излази на Атлантски океан. Кроз Бразил протиче једна од највећих река на свету Амазон.
Топографија Бразила је разноврсна и обухвата подручја брда, планина, равница, висоравни и дугу океанску обалу. Север Бразила представља низијско подручје слива Амазона. На југу се налазе брежуљкасти предели са ниским планинама. Неколико планинских ланаца висине до 2900 метара се протежу уз обалу Атлантика. Највиши врх Бразила је врх Неблина (Pico da Neblina, „врх облака“) са 3014 метара, који се налази на северу близу Гвајане. 

### Хидрографија
Бразил се хидрографски дели на три речна слива, од којих слив Амазона обухвата око 60% територије, слив Ла Плате око 17% а остатак припада рекама источног Бразила.
На југозападу Бразила се налази највеће мочварно подручје на свету Пантанал (150.000 km²). 
Главне реке које протичу кроз Бразил су: 
- Амазон и притоке:
  - Мадеира
  - Пурус
  - Негро
  - Ксингу
- Сао Франсиско
- Токатинс
- Парана

#### Слив Амазона
Амазон (порт. Rio Amazonas, шп. Rio de las Amazonas) - водом најбогатија река на Земљи, чији проток воде износи 180.000 m³ у секунди. Извире у Перуанским Андама као Маранон, а као Укајали тече према истоку. Има велики број притока од којих неке, Мадеира и Пурус, својом дужином надмашују Дунав. Даљи ток се одвија естуаром и завршава се уливањем у Атлантски океан.
Дужина тока са изворним рекама је 6.180 km, а пловна дужином је од 4.100 km. Слив Амазона обухвата површину од око 7 милиона km², а све то га чини највећом реком на свету. Када се излије, Амазон је широк два пута колико износи ширина Јадрана. 
На ушћу Амазона налази се острво Малаги величине Холандије.

### Рељеф
Бразил се састоји од три природне целине:
1. Амазонска низија
2. Бразилско горје
3. Атлантско приморје

Амазонска низија заузима преко 40% површине Бразила, а у њој живи мање од 4% становништва земље. Ова област протеже се од подножја Анда до Атлантског океана. Има стару основу, грађену од старијих кристалних шкриљаца, која је прекривена млађим наслагама и наносима реке Амазон.
Бразилско горје - Плато је популарно назван „Дивљи запад“ Бразила. Заправо, ова област представља непрегледну валовиту висораван, која се постепено „спушта“ од високог руба уз атлантску обалу према западу и северозападу. Планински венци, који се издижу са Платоа (тзв. SERRA), грађени су од отпорнијег, претежно еруптивног камења. Највиши врх је Бандеира (2.950 m). Стрмије стране приморских платоа су изложене снажној ерозији. У североисточном делу развиле су се високе заравни, које према обали Атлантског океана прелазе у ниске равни. Најпознатија висораван носи назив Мато Гросо, а налази се у западном делу ове регије.
И ова је регија веома ретко насељена - у њој се највећим делом малобројни Индијанци и мелези претежно баве номадским сточарством.
Атлантско приморје је појас плодне низије, ниских побрђа и висоравни дуг 7.500 km, а широк 200 - 300 km. То је најгушће насељена регија; заузима 1/3 површине целе земље, а у њој живи 90% становништва. Већи градови Бразила се налазе управо у овој регији, на обали океана или у њеној непосредној близини (до 100 km даљине ). Обала Бразила је претежно слабо разуђена. Спрудови затварају обалне лагуне и језера, од којих су најпознатија Лагоа Мирим и Лагоа дос Патос.

### Клима
Југозападна обала и приморје Бразила имају влажну и врућу климу. На Бразилском горју лета су свежија а годишња количина падавина мања. Само на крајњем североистоку количина падавина је врло мала (400—500 милиметара). Амазонска низија има претежно екваторијалну климу са једнолично распоређеним падавинама током целе године (око 1.000 mm уз обалу и око 2.000 mm у најзападнијем делу). Најјужнији део Бразилског горја залази у суптропску зону, прелазећи на крајњем југу у умерени појас.
Већи део земље има осетне сезонске промене у количини кише, температури и влажности. 
Зима у Бразилу траје од јуна до августа са просечном температуром 13-18 °C. Лети (децембар-фебруар) Рио је врео и влажан, са температуром изнад 30 °C. У осталом делу године температуре се крећу до 25 °C. Североисточна обала је једнако врела као и Рио, али је мање влажна и загушљива.
Амазонска низија је део земље, који прима највећу количину кише.

### Флора и фауна
Влажна тропска прашума покрива сву Амазонску низију. Највећи део Бразилске висије покривају кампоси, бразилски назив за саване, степе и мањим делом шуме. У овом подручју се јављају и светле шуме араукарија. 
Араукарија је четинар чије врсте изграђују у Јужној Америци и Аустралији велике шуме. 
A. imbricata, до 60 m високо стабло, даје вредно дрво и јестиво семе; домовина јој је Чиле. У средњој Европи се сади, али се зими мора заштитити. Одраслих стабала има по парковима у јужној Далмацији.
A. excelsa (собна јелка) се често узгаја као собна биљка. Декоративна је по својим водоравним и правилним пршљеновима.
Дрво араукарије је једричаво; срж бела до сивосмеђа са црвеним тоном; осредње тешко и тврдо, чврсто, еластично, слабо трајно. У трговини је познато под именом Бразилска боровина.
Бразил - дрво Caesalpinia echinata; црвено, тврдо и жилаво дрво; расте у Јужној Америци, западној и источној Индији, а најбоље популације у Бразилу. Употребљава са за добијање црвене мастила и црвене боје, а служи и у столарству, резбарству и токарству.
Минас (кафа) семе зимзеленог дрвета кафе до 8 m висине, која је пореклом из етиопске покрајине Кафа. Кафено дрво успева у влажним, не сувише сунчаним пределима тропске и монсунске климе.
С обзиром на изузетна природна богатства Бразила, са правом се може рећи да је и фауна обимна.